# Севортян Ерванд Володимирович
Севортян Ерванд Володимирович (*22 жовтня 1901, Ялта — †23 березня 1978, Москва) — кримський мовознавець вірменського походження, тюрколог-компаритивіст, етимолог, педагог, організатор науки. Випускник Сімферопольського університету. Дослідник турецької літературної мови. 